# ジーヌオ族
ジーヌオ族（ジーヌオぞく）は、中華人民共和国の少数民族の一つ。中国語では基諾族（簡体字: 基诺族）と表記する。主に雲南省のシーサンパンナ・タイ族自治州景洪市基諾（ジーヌオ）郷とその近隣の山間部に分布する。2000年の第5次全国人口普査統計では人口は20,899人で、中国政府が公認する56の民族の中で44番目に多い。チノー族、ジノー族とも。

## 自治地方

### 民族郷
- 景洪市
  - 基諾山ジーヌオ族郷

## 言語
言語はシナ・チベット語族チベット・ビルマ語派イ語グループに所属するジーヌオ語を使用する。自民族の文字は持たない。

## 文化・伝承
ジノ族は全ての万物に魂が宿ると信じている。独自の太鼓踊りがあり、村の観光収入にもなっている。村の外れの山麓の崖に描かれている大きな顔面は、アモヨペというジノ族の女神である。この女神は大洪水の中、一組の男女を巨大な太鼓の中に入れて救った。太鼓は流されてこの基諾郷にある山にたどり着いた。そして男と女はここで子孫を増やし一つの民族となった。それがジノ族であるという伝承がある。
ジノ族は先祖代々諸葛孔明を敬っている。言い伝えでは、孔明から茶の種を授かったとされ、現在ではお茶の産地である。景洪市は茶馬古道の主要都市でもあった。